# Călătoria lui Chihiro

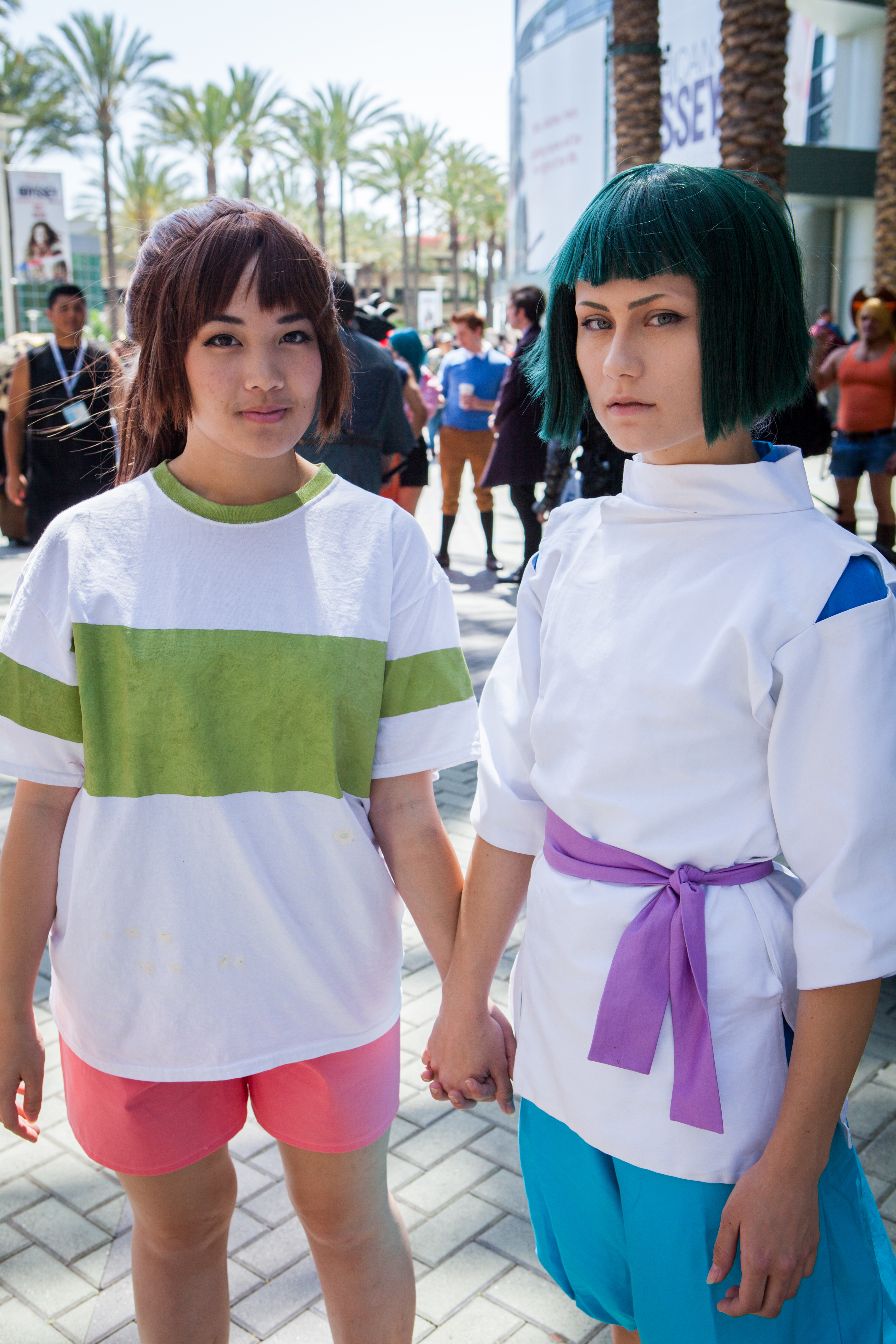
Tineri costumați în personajele principale ale filmului, Chihiro și Haku

Călătoria lui Chihiro este un film japonez de animație din 2001, scris și regizat de Hayao Miyazaki, și produs de Studio Ghibli. Filmul îi are în rolurile principale pe Rumi Hiiragi, Miyu Irino, Mari Natsuki, Takeshi Naito, Yasuko Sawaguchi, Tsunehiko Kamijō, Takehiko Ono și Bunta Sugawara. În 2002, Hayao Miyazaki a primit Premiul Oscar pentru cel mai bun film de animație.

## Prezentare
Chihiro Ogino, de zece ani, și părinții ei călătoresc spre noua lor casă când tatăl ei decide să o ia pe o scurtătură. Mașina familiei se oprește în fața unui tunel care duce spre ceea ce pare a fi un parc de distracții abandonat pe care tatăl lui Chihiro insistă să-l exploreze, în ciuda protestului fiicei sale. Găsesc un restaurant aparent gol, încă aprovizionat cu mâncare, din care părinții lui Chihiro încep imediat să mănânce. În timp ce explorează mai departe, Chihiro ajunge la o baie enormă și întâlnește un băiat pe nume Haku, care o avertizează să se întoarcă peste albia râului înainte de apusul soarelui. Cu toate acestea, Chihiro descoperă prea târziu că părinții ei s-au transformat în porci, iar ea nu mai poate trece râul acum inundat.
Haku o găsește pe Chihiro și o pune să ceară un loc de muncă de la șeful cazanului de baie, Kamaji, un yōkai care conduce spirite susuwatari. Kamaji refuză să o angajeze și îi cere muncitoarei Lin s-o trimită pe Chihiro la Yubaba, vrăjitoarea care conduce baia. Yubaba încearcă s-o sperie pe Chihiro, dar ea insistă, așa că Yubaba îi dă lui Chihiro un contract pentru a lucra pentru ea. Yubaba ia al doilea kanji al numelui ei, redenumind-o Sen (千). În timp ce îi vizitează pe părinții ei transformați în porci, Haku îi dă lui Sen o felicitare de rămas bun pe care o avea cu ea, iar Sen își dă seama că și-a uitat deja numele ei adevărat. Haku o avertizează că Yubaba controlează oamenii luându-le numele și că, dacă le uită pe ale ei așa cum l-a uitat el pe al lui, nu va putea părăsi lumea spiritelor.
Sen se confruntă cu discriminarea celorlalți lucrători; numai Kamaji și Lin îi arată simpatie. În timp ce lucrează, ea invită o creatură tăcută numită Fără Față (Kaonashi 顔無し) înăuntru, crezând că este un client. Un „spirit puturos” sosește ca prim client al lui Sen, iar ea descoperă că este spiritul unui râu poluat. În semn de recunoștință pentru că l-a curățat, îi dă lui Sen o gălușcă emetică magică. Între timp, Fără Față imită aurul lăsat în urmă de spiritul puturos și tentează un muncitor cu aur, apoi îl înghite. El cere mâncare și începe să dea bacșiș. El mai înghite doi lucrători atunci când interferează cu conversația lui cu Sen.
Sen vede fantome Shikigami de hârtie care atacă un dragon și îl recunoaște ca Haku metamorfozat. Când un Haku grav rănit se prăbușește în clădirea lui Yubaba, Sen îl urmărește sus. O shikigami care s-a ascuns în spate se transformă în Zeniba, sora geamănă a lui Yubaba. Ea îl transformă pe fiul lui Yubaba, Boh, într-un șoarece, creează o momeală Boh și transformă harpia lui Yubaba într-o pasăre mică, asemănătoare muștei. Zeniba îi spune lui Sen că Haku i-a furat un sigiliu magic de aur și o avertizează pe Sen că poartă un blestem mortal. Haku lovește shikigami, care elimină holograma lui Zeniba. El cade în camera cazanului cu Sen, Boh și harpia pe spate, aici Sen îl hrănește cu o bucată din gălușca pe care intenționa s-o dea părinților ei, făcându-l să vomite atât sigiliul, cât și un melc negru, pe care Sen îl zdrobește cu piciorul ei.
Haku fiind inconștient, Sen se hotărăște să dea înapoi sigiliul și să-și ceară scuze lui Zeniba. Sen se confruntă cu Fără Față, care acum este masiv, și îi hrănește cu restul găluștei. Fără Față o urmărește pe Sen afară din baie, regurgitând constant tot ce a mâncat. Sen, Fără Față, Boh și harpia se duc pentru a o vedea pe Zeniba cu bilete de tren oferite de Kamaji. Între timp, Yubaba ordonă ca părinții lui Sen să fie sacrificați, dar Haku dezvăluie că Boh a dispărut și se oferă să-l recupereze dacă Yubaba îi eliberează pe Sen și părinții ei. Yubaba este de acord, dar numai dacă Sen poate trece un test final.
Sen se întâlnește cu Zeniba, care îi face o bentiță magică de par și dezvăluie că dragostea lui Sen pentru Haku a rupt blestemul și că Yubaba a folosit melcul negru pentru a prelua controlul asupra lui Haku. Haku apare în casa lui Zeniba sub forma lui de dragon și zboară cu Sen, Boh și harpia în baie. Fără Față decide să rămână în urmă și să devină sfârleaza lui Zeniba. În timpul zborului, Sen își amintește că a căzut cu ani în urmă în râul Kohaku și a fost aruncată în siguranță pe țărm, ghicind corect identitatea reală a lui Haku ca spirit al râului Kohaku (ニギハヤミ コハクヌシ, Nigihayami Kohakunushi). Când ajung la baie, Yubaba o obligă pe Sen să-și identifice părinții dintr-un grup de porci pentru a le rupe blestemul. După ce răspunde corect că niciunul dintre porci nu sunt părinții ei, contractul îi dispare și i se redă numele adevărat. Haku o duce la albia acum uscată și jură că o va întâlni din nou. Chihiro traversează albia râului către părinții ei acum oameni, care nu-și amintesc nimic după ce au mâncat în restaurant. Se întorc prin tunel până ajung la mașina lor, acum acoperită de praf și frunze. Înainte de a intra, Chihiro se uită înapoi în tunel, nesigură dacă aventura ei s-a întâmplat cu adevărat.

## Distribuție
| Personaj                      | Personaj                                                              | Actor de voce    | Actor de voce      |
| Vers. engleză                 | Vers. japoneză (Nihongo)                                              | Vers. japoneză   | Vers. engleză      |
| ----------------------------- | --------------------------------------------------------------------- | ---------------- | ------------------ |
| Chihiro Ogino / Sen           | Ogino Chihiro (japoneză 荻野 千尋) / Sen (japoneză 千)                | Rumi Hiiragi     | Daveigh Chase      |
| Haku / Spiritul râului Kohaku | Haku (japoneză ハク) / Nigihayami Kohakunushi (japoneză 饒速水小白主) | Miyu Irino       | Jason Marsden      |
| Yubaba                        | Yubāba (japoneză 湯婆婆)                                              | Mari Natsuki     | Suzanne Pleshette  |
| Zeniba                        | Zeniiba (japoneză 銭婆)                                               | Mari Natsuki     | Suzanne Pleshette  |
| Kamaji                        | Kamajii (japoneză 釜爺)                                               | Bunta Sugawara   | David Ogden Stiers |
| Lin                           | Rin (japoneză リン)                                                   | Yoomi Tamai      | Susan Egan         |
| Chichiyaku                    | Chichiyaku (japoneză 父役)                                            | Tsunehiko Kamijō | Paul Eiding        |
| Aniyaku (assistant manager)   | Aniyaku (japoneză 兄役)                                               | Takehiko Ono     | John Ratzenberger  |
| No-Face                       | Kaonashi (japoneză 顔無し)                                            | Akio Nakamura    | Bob Bergen         |
| Aogaeru                       | Aogaeru (japoneză 青蛙)                                               | Tatsuya Gashūin  | Bob Bergen         |
| Bandai-gaeru (maistru)        | Bandai-gaeru (japoneză 番台蛙)                                        | Yō Ōizumi        | Rodger Bumpass     |
| Boh (baby)                    | Bō (japoneză 坊)                                                      | Ryūnosuke Kamiki | Tara Strong        |
| Akio Ogino (tata lui Chihiro) | Ogino Akio (japoneză 荻野 明夫)                                       | Takashi Naitō    | Michael Chiklis    |
| Yūko Ogino (mama lui Chihiro) | Ogino Yūko (japoneză 荻野 悠子)                                       | Yasuko Sawaguchi | Lauren Holly       |
| River Spirit                  | Kawa no Kami (japoneză 河の神)                                        | Koba Hayashi     | Jim Ward           |
| Radish Spirit                 | Oshira-sama (japoneză お白様)                                         | Ken Yasuda       | Jack Angel         |